# جيش
الجيش أو القوة البرية هي قوة مسلحة تقاتل بشكل أساسي على الأرض. بالمعنى الأوسع، هو الفرع العسكري البري أو فرع الخدمات أو الخدمة المسلحة لدولة أو بلد. قد يشمل أيضًا أصول أو تجهيزات الطيران من خلال امتلاك قسم طيران للجيش. قد تعني كلمة جيش أيضًا جيش ميداني، وذلك ضمن القوة العسكرية الوطنية.
في بعض البلدان، مثل فرنسا والصين، مصطلح «الجيش»، وخاصة في صيغة الجمع «جيوش»، له معنى أوسع يشمل القوات المسلحة ككل، مع الاحتفاظ بالمعنى العامي للقوات البرية. للتمييز بين الجيش العامي والمفهوم الرسمي للقوة العسكرية، تم تحديد المصطلح، على سبيل المثال في فرنسا تسمى القوة البرية جيش الأرض، وتسمى القوة الجوية والفضائية الجيش الجوي والفضائي. القوة البحرية، على الرغم من عدم استخدام مصطلح «الجيش»، فهي مشمولة أيضًا بالمعنى الواسع لمصطلح «الجيوش» — وبالتالي فإن البحرية الفرنسية هي جزء لا يتجزأ من الجيوش الفرنسية الجماعية (القوات المسلحة الفرنسية) تحت إشراف وزارة الجيوش. يلاحظ نمط مماثل له في الصين، من خلال جيش التحرير الشعبي (بّي إل إيه) وهو الجيش العام، والقوة البرية هي القوة البرية لجيش التحرير الشعبي الصيني، وهكذا دواليك بالنسبة لسلاح جو جيش التحرير الشعبي الصيني، والقوات البحرية لجيش التحرير الشعبي الصيني، وغيرها من الفروع.
رغم أنه بحسب الاصطلاح، يُفهم الجيش غير النظامي على عكس الجيوش النظامية التي نمت ببطء من خلال الحراس الشخصيين أو ميليشيا النخبة. يُقصد بمنتظم في هذه الحالة التعاليم الموحدة، والزي الرسمي، والمنظمات، وما إلى ذلك. يمكن أن يشير الجيش النظامي أيضًا إلى حالة التفرغ (الجيش الدائم)، مقابل الأفراد الاحتياطيين أو غير المتفرغين. يوجد فروقات أخرى تميز القوات النظامية (المنشأة بموجب قوانين مثل قانون الدفاع الوطني)، عن القوات «غير النظامية» القائمة مثل بعض رجال العصابات والجيوش الثورية. قد تكون الجيوش أيضًا استكشافية (مصممة للانتشار في الخارج أو دوليًا) أو مدافعة (مصممة أو تقتصر على الدفاع عن الوطن).

## الهيكلية
تنقسم الجيوش دائمًا إلى تخصصات مختلفة، بحسب مهمة الوحدات الفردية ودورها وتدريبها، وأحيانًا الجنود الأفراد داخل الوحدة.
تشمل بعض التجمعات المشتركة بين جميع الجيوش ما يلي:
- المشاة
- سلاح الدروع
- سلاح المدفعية
- فيلق الإشارة
- القوات الخاصة
- الشرطة العسكرية
- الهيئة الطبية

## التاريخ

### الهند
كانت جيوش الهند من بين الجيوش الأولى في العالم. في أول معركة مدونة، معركة الملوك العشرة، هزم ملك هندوسي آري يدعى سوداس تحالفًا من عشرة ملوك وزعماء القبائل الداعمين لهم. خلال العصر الحديدي، كان لدى إمبراطوريتي موريا وناندا أكبر الجيوش في العالم، حيث بلغت ذروة عددهم نحو 600 ألف مشاة و 30 ألف سلاح فرسان و 8 آلاف عربة حربية و 9000 فيل حرب، ولا تشمل حلفاء الدولة التابعين. في عصر جوبتا، تم تجنيد جيوش كبيرة من رجال القوس الطويل لمحاربة جيوش الرماة على الخيول الغازية. كانت فيلة الحرب ورجال الرماح الطويلة وسلاح الفرسان من القوات المميزة الأخرى.

### الصين
شكلت ولايات الصين الجيوش منذ 1000 عام على الأقل قبل حوليات الربيع والخريف. بحلول حقبة الممالك المتحاربة، كان قد تم إتقان القوس والنشاب بما يكفي ليصبح سرًا عسكريًا، مزودًا بمسامير برونزية يمكن أن تخترق أي درع. وهكذا فإن أي سلطة سياسية لدولة ما تعتمد على الجيوش وتنظيمها. خضعت الصين لتوحيد سياسي لدول هان ووي وتشو ويان وتشاو وتشي، حتى بحلول عام 221 قبل الميلاد، حصل تشين شي هوانغ، أول إمبراطور لأسرة تشين، على السلطة المطلقة. كان بإمكان الإمبراطور الأول للصين أن يأمر بإنشاء جيش تيراكوتا لحراسة قبره في مدينة شيان، بالإضافة إلى إعادة تنظيم سور الصين العظيم لتقوية إمبراطوريته ضد التمرد والغزو والتوغل.
ما يزال كتاب فن الحرب لمؤلفه سون تزو أحد الكلاسيكيات العسكرية السبعة في الصين، على الرغم من أنه موجود منذ ألفي عام. نظرًا لأن كل شخصية سياسية يجب أن يكون لها جيش، فقد تم اتخاذ تدابير لضمان أن القادة الأكثر قدرة فقط هم الذين يسيطرون على الجيوش. نشأت البيروقراطيات المدنية للسيطرة على الطاقة الإنتاجية للدول وقوتها العسكرية.

### إسبارطة
كان الجيش الإسبارطي أحد أقدم الجيوش المحترفة المعروفة. كان يتم إرسال الأولاد إلى ثكنة في سن السابعة أو الثامنة للتدريب ليصبحوا جنودًا. في سن الثلاثين، كان يتم إطلاق سراحهم من الثكنات ويسمح لهم بالزواج وتكوين أسرة. بعد ذلك، كان الرجال يكرسون حياتهم للحرب حتى تقاعدهم عن عمر يناهز 60 عامًا. كان الجيش الإسبارطي يتألف إلى حد كبير من جنود الهوبليتس، المجهزين بأسلحة ودروع متطابقة تقريبًا مع بعضها البعض. كان كل هوبليت يحمل الشعار الإسبارطي والزي القرمزي. كانت القطع الرئيسية لهذا الدرع عبارة عن درع واقي مستدير ورمح وخوذة.

### روما القديمة
تعود أصول الجيش الروماني إلى جيش المواطنين في الجمهورية، والذي كان يعمل به مواطنون يؤدون الواجب الإلزامي في روما. ظل التجنيد الإجباري هو الطريقة الرئيسية التي حشدت روما من خلالها قواتها حتى نهاية الجمهورية. تحول الجيش في النهاية إلى منظمة مهنية إلى حد كبير من المواطنين، الذين يخدمون بشكل مستمر لمدة 25 عام قبل تسريحهم.
لوحظ أيضًا أن الرومان يستخدمون القوات المساعدة من غير الرومان الذين خدموا مع الجحافل وشغلوا الأدوار التي لم يستطع الجيش الروماني التقليدي ملأها بشكل فعال، مثل قوات المناوشة الخفيفة وسلاح الفرسان الثقيل. بعد خدمتهم في الجيش، أصبحوا مواطنين في روما ثم أصبح أطفالهم مواطنين أيضًا. تم أيضًا منحهم الأرض والمال للاستقرار في روما. في أواخر الإمبراطورية الرومانية، أصبحت هذه القوات المساعدة، إلى جانب المرتزقة الأجانب، هي جوهر الجيش الروماني؛ علاوة على ذلك، بحلول وقت أواخر الإمبراطورية الرومانية، تم الدفع لقبائل مثل القوط الغربيين للعمل كمرتزقة.